# Monodie
Monodie, nebo také seconda pratica, je hudební styl vzniklý kolem roku 1600 v Itálii, sestávající z jednohlasého zpěvu se skromným doprovodem. Jako monodie (řecky „jednohlas(ý přednes)“) se původně označovala báseň nebo jednohlasá píseň, ve které někdo oplakával smrt jiné osoby. V barokní hudbě se z tohoto útvaru vyvinul pojem pro jednohlasý zpěv s akordickým doprovodem.
Monodie jako sólový zpěv s instrumentálním doprovodem má svůj původ v tvorbě skupiny umělců a filosofů Florentské cameraty. Monodie se zde stala protipólem do té doby obvyklého vícehlasého zpěvu (prima pratica). Vedle formálního hlediska spočívala její největší novinka v tom, že nyní měl zpěv vyjadřovat především stavy mysli hudebními prostředky, tzv. afekty. Dalším charakteristickým prvkem monodie je těsné spojení mezi textem a hudbou. Zpěvní hlas následuje rytmus řeči, tok melodie odpovídá jednotlivým částem vět, a obsahově významná slova častěji odpovídají hudebním přízvukům. Při tom se vyvinuly obraty a hudební fráze, které zpětně působily na chápání harmonie v hudbě. Tento koncept v krátké době trvale ovlivnil společný evropský hudební jazyk.
Monodická hudební díla byla zpočátku doprovázena pouze generálbasem (basso continuo) a formálně byla zcela volná. Různé vývojové větve monodie vyústily ve specializované a částečně orchestrálně doprovázené formy jako jsou recitativ či árie a jejich větší soustavy jako opera, oratorium nebo kantáta.

## Francie
Forma sólového zpěvu s doprovodem, která se současně rozvíjela ve Francii se nazývala air de cour.

## Skladatelé
Nejvýznamnější představitelé monodie:
- Nicholas Lanier
- Vincenzo Galilei (1520–1591)
- Giulio Caccini (kolem roku 1545–1618)
- Emilio de' Cavalieri (kolem roku 1550–1602)
- Bartolomeo Barbarino (? – kolem roku 1617)
- Jacopo Peri (1561–1633)
- Claudio Monteverdi (1567–1643)
- Alessandro Grandi (kolem roku 1575–1630)
- Giovanni Pietro Berti (?–1638)
- Sigismondo d'India (kolem roku 1582–1629)
- Claudio Saracini (1586 – kolem roku 1649)